# سید کاظم سجادی
سید کاظم سجادی (زاده ۱۹ خرداد ۱۳۴۰) دیپلمات ایرانی است.

## معاونت کنسولی، مجلس و ایرانیان
روز دوشنبه هفدهم آذر ۱۳۹۹، سعید خطیب‌زاده از پذیرش استعفای صادق‌حسین جابری انصاری از سمت معاونت کنسولی، مجلس و ایرانیان وزارت امور خارجه از سوی محمدجواد ظریف وزیر امور خارجه و انتصاب سید کاظم سجادی به جانشینی وی به‌عنوان معاون جدید کنسولی، مجلس و ایرانیان خبر داد. در آذر ماه سال ۱۴۰۰ علیرضا بیگدلی بعنوان جانشین او انتخاب شد و سجادی طی حکمی بعنوان مشاور وزیر امور خارجه منصوب شد.

## سوابق اجرایی
سجادی در سال ۱۳۶۲ به استخدام وزارت امور خارجه درآمده که برخی از سوابق وی عبارتند از:
- مدیرکل امور ایرانیان خارج از کشور از اسفند ۱۳۹۰ تا مهر ۱۳۹۴
- معاون کنسولی، مجلس و ایرانیان وزارت امور خارجه از ۱۷ آذر ۱۳۹۹ تا ۲۱ آذر ۱۴۰۰
- مشاور وزیر امور خارجه از ۲۱ آذر ۱۴۰۰ تا ؟

وی همچنین کنسول سفارت ایران در بمبئی (هند)، در کوالالامپور (مالزی) و در آتن (یونان) و سرپرست موقت سرکنسولگری جمهوری اسلامی ایران (هامبورگ) بوده‌است.